# Dicranomyia mitis
Dicranomyia mitis là một loài ruồi trong họ Limoniidae. Chúng phân bố ở miền Cổ bắc.